# Шулик, Мэттью
Мэттью Шулик (англ. Matthew J. Szulik) — председатель правления компании Red Hat, бывший президент и исполнительный директор (CEO) компании Red Hat (до 20 декабря 2007 года), руководитель некоторых других технологических компаний, таких, например, как Interleaf и MapInfo на протяжении более 20 лет.
Мэттью увлечён идеей улучшения возможностей образования с помощью открытого программного обеспечения для студентов по всему миру. Он является одним из «рупоров» нашего времени в индустриальной, государственной и образовательной сферах открытого ПО наряду с другими известными деятелями.
Мэттью Шулик является председателем научно-технической секции министерства экономического развития штата Северной Каролины. Также он был председателем и исполнительным директором технологической ассоциации по электронике и информатике штата Северной Каролины.
Он награждён журналом CIO Magazine (20/20 Vision Award
Выпускник колледжа Св. Ансельма в Нью-Хэмпшир.